# Stavhopp för herrar i friidrott vid olympiska sommarspelen 2020
Herrarnas stavhopp vid olympiska sommarspelen 2020 avgjordes den 31 augusti och 3 juli 2021 på Tokyos Olympiastadion i Japan. 29 idrottare från 18 nationer deltog i tävlingen. Det var 29:e gången grenen fanns med i ett OS och den har funnits med i varje OS sedan 1896, vilket betyder att den är en av 12 friidrottsgrenar som har funnits med i varje OS sen starten.

Höjdpunkter från finalen i herrarnas stavhopp.

Hela pallen från OS 2016 var närvarande i Tokyo. Den regerande OS-mästaren Thiago Braz da Silva, silvermedaljören Renaud Lavillenie som vann guld i OS 2012 och slog Sergey Bubkas 20 år gamla rekord 2014 och bronsmedaljören Sam Kendricks som vann världsmästerskapen 2017 och 2019. Kendricks testade positivt för covid-19 efter att ha anlänt till Tokyo och fick dra sig ur tävlingen. Det gamla gardet hade fått en ny konkurrent, Armand Duplantis, en 21-åring som hade 18 års erfarenhet av stavhopp och hade satt världsrekord i olika åldersgrupper sedan 7 års ålder. 2019 vann han silver på VM och 2020 slog han Lavillenies världsrekord.
I kvalet behövde idrottarna klara av kvalgränsen 5,80 meter eller hamna på de 12 första platserna för att kvalificera sig till finalen. De första 11 platserna gick till idrottare som klarade av höjden 5,75 meter. 3 idottare som var felfria till 5,65 hamnade tillsammans på 12:e plats och tog sig till final.
Finalen började med höjden 5,55 meter som alla 14 idrottarna förutom Lavillenie hoppade på och klarade av förutom en. Nästa höjd var 5,70 som Duplantis avstod ifrån. Alla förutom en klarade av höjden. Sen var det Lavillenies tur att avstå nästa höjd som var på 5,80. Sju idrottare tog sig över ribban, varav fyra på första försöket. Fyra misslyckades med sina tre försök och fick lämna tävlingen. Duplantis valde att inte hoppa på 5,87. Lavillenie rev på sitt första försök och valde sedan att spara sina kvarvarande två försök till nästa höjd. Bara Braz da Silva och Chris Nilsen klarade av höjden och därmed fanns fyra hoppare kvar i tävlingen. Duplantis klarade 5,92 på första försöket, som endast var hans tredje hopp i finalen. Lavillenie misslyckades med sina försök vilket gjorde att han slutade på åttonde plats. Nilsen klarade höjden på sitt andra försök medan Braz da Silva misslyckades och fick nöja sig med bronset. Sedan höjdes ribban till 5,97. Nilsen hoppade först och klarade av höjden som var ett nytt personbästa för honom och Duplantis svarade med det samma. Nästa höjd var 6,02. Nilsen misslyckades med sitt första försök men Duplantis tog sig över ribban, fortfarande utan någon rivning i finalen. Nilsen gjorde två försök till att komma med i 6-metersklubben men det gick inte. Nu som vinnare kunde Duplantis välja sin nästa höjd att försöka sig på. I stället för att försöka slå Braz da Silvas olympiska rekord på 6,03 bad han om 6,19, ett nytt världsrekord. I sitt första försök kom hans höfter och kropp upp till runt 6,50 öch tog sig över ribban med mycket luft emellan men han snuddade vid ribban på vägen ner. Han avbröt sitt andra försök och det tredje var också nära men misslyckades.
Efter tävlingen var silvermedaljören Nielsen full av lovord för vinnaren Duplantis. Han tyckte att se Duplantis försöka slå världsrekordet var "som när en normal fotbollsspelare tittar på vad Messi och Ronaldo gör" och om hans överlägsenhet över världens bästa stavhoppare sa han "det är så löjligt hur bra han är".
| Spel            | Guld                     | Silver           | Brons                          |
| Stavhopp herrar | Armand Duplantis Sverige | Chris Nilsen USA | Thiago Braz da Silva Brasilien |

## Kvalificering till OS-grenen
Kvalificeringsperioden för herrarnas stavhopp var från början mellan 1 maj 2019 och 29 juni 2020 men flyttades fram till mellan 6 april 2020 och 30 november 2020 på grund av covid-19-pandemin. 31 idrottare kvalificerade sig till evenemanget, med högst tre idrottare per nation, genom att klara av kvalificeringsstandarden 5,80 meter eller genom sin världsranking i friidrott för denna gren. Två av de kvalificerade idrottarna startade inte i tävlingen.

## Rekord
Innan tävlingens start fanns följande rekord:
| Rekord           | Idrottare                  | Höjd | Plats                     | Datum           |
| ---------------- | -------------------------- | ---- | ------------------------- | --------------- |
| Världsrekord     | Armand Duplantis (SWE)     | 6,24 | Xiamen, Kina              | 20 april 2004   |
| Olympiskt rekord | Thiago Braz da Silva (BRA) | 6,03 | Rio de Janeiro, Brasilien | 15 augusti 2016 |
| [ 5 ]            |                            |      |                           |                 |

| Område                                   | Höjd      | Idrottare            | Nation       |
| ---------------------------------------- | --------- | -------------------- | ------------ |
| Afrika                                   | 6,03      | Okkert Brits         | Sydafrika    |
| Asien                                    | 6,00      | EJ Obiena            | Filippinerna |
| Europa                                   | 6,24 0VR0 | Armand Duplantis     | Sverige      |
| Nordamerika, Centralamerika och Karibien | 6,07      | KC Lightfoot         | USA          |
| Oceanien                                 | 6,06      | Steve Hooker         | Australien   |
| Sydamerika                               | 6,03      | Thiago Braz da Silva | Brasilien    |
| [ 5 ]                                    |           |                      |              |

## Schema
Alla tider är CET.
| Datum          | Tid   | Omgång |
| -------------- | ----- | ------ |
| 31 juli 2021   | 9:00  | Kval   |
| 3 augusti 2021 | 19:00 | Final  |
| Referens:      |       |        |

## Resultat
Anmärkningarnas förklaring finns längst ner.

### Kval
För att gå till final behövde idrottarna klara av kvalgränsen 5,80 meter 0Q0 eller hamna på de 12 första platserna 0q0.
| 1         | B | Bo Kanda Lita Baehre      | Tyskland       | –   | o   | o   | o   | 5,75 | 0q0   |
| 1         | B | Christopher Nilsen        | USA            | –   | o   | o   | o   | 5,75 | 0q0   |
| 3         | B | Armand Duplantis          | Sverige        | –   | xo  | o   | o   | 5,75 | 0q0   |
| 3         | A | KC Lightfoot              | USA            | o   | xo  | o   | o   | 5,75 | 0q0   |
| 5         | A | Kurtis Marschall          | Australien     | –   | o   | xxo | o   | 5,75 | 0q0   |
| 6         | A | Renaud Lavillenie         | Frankrike      | –   | xxo | xo  | o   | 5,75 | 0q0   |
| 7         | B | Menno Vloon               | Nederländerna  | o   | o   | o   | xo  | 5,75 | 0q0   |
| 8         | B | Thiago Braz               | Brasilien      | –   | xo  | o   | xo  | 5,75 | 0q0   |
| 8         | A | Emmanouil Karalis         | Grekland       | o   | o   | xo  | xo  | 5,75 | 0q0   |
| 10        | A | Ernest John Obiena        | Filippinerna   | –   | o   | o   | xxo | 5,75 | 0q0   |
| 11        | B | Piotr Lisek               | Polen          | –   | o   | xxo | xxo | 5,75 | 0q0   |
| 12        | B | Harry Coppell             | Storbritannien | o   | o   | o   | xxx | 5,65 | 0q0   |
| 12        | B | Ersu Şaşma                | Turkiet        | –   | o   | o   | xxx | 5,65 | 0q0   |
| 12        | A | Oleg Zernikel             | Tyskland       | –   | o   | o   | xxx | 5,65 | 0q0   |
| 15        | A | Robert Sobera             | Polen          | –   | x–  | o   | xxr | 5,65 |       |
| 16        | A | Augusto Dutra de Oliveira | Brasilien      | o   | o   | xo  | xxx | 5,65 |       |
| 17        | A | Valentin Lavillenie       | Frankrike      | o   | o   | xxo | xxx | 5,65 |       |
| 18        | B | Ben Broeders              | Belgien        | –   | xo  | xxo | xxx | 5,65 |       |
| 19        | B | Matt Ludwig               | USA            | o   | o   | xxx |     | 5,50 |       |
| 19        | A | Jin Min-sub               | Sydkorea       | o   | o   | xxx |     | 5,50 |       |
| 21        | B | Huang Bokai               | Kina           | xo  | o   | xxx |     | 5,50 |       |
| 22        | B | Konstantinos Filippidis   | Grekland       | o   | xo  | xxx |     | 5,50 |       |
| 22        | B | Ethan Cormont             | Frankrike      | o   | xo  | xxx |     | 5,50 |       |
| 24        | A | Sondre Guttormsen         | Norge          | –   | xxo | x–  |     | 5,50 |       |
| 25        | A | Torben Blech              | Tyskland       | o   | xxx |     |     | 5,30 |       |
| 25        | A | Masaki Ejima              | Japan          | o   | xxx |     |     | 5,30 |       |
| 25        | B | Seito Yamamoto            | Japan          | o   | xxx |     |     | 5,30 |       |
| 28        | A | Pawel Wojciechowski       | Polen          | xo  | xxx |     |     | 5,30 |       |
| —         | A | Claudio Stecchi           | Italien        | xxx |     |     |     | —    | 0NM0  |
| —         | B | Germán Chiaraviglio       | Argentina      |     |     |     |     | —    | 0DNS0 |
| Referens: |   |                           |                |     |     |     |     |      |       |

### Final
| Plac.     | Idrottare            | Nation         | 5,55 | 5,70 | 5,80 | 5,87 | 5,92 | 5,97 | 6,02 | 6,19 | Resultat | Anmärk. |
| --------- | -------------------- | -------------- | ---- | ---- | ---- | ---- | ---- | ---- | ---- | ---- | -------- | ------- |
| 1         | Armand Duplantis     | Sverige        | o    | —    | o    | —    | o    | o    | o    | xxx  | 6,02     |         |
| 2         | Christopher Nilsen   | USA            | o    | o    | xo   | o    | xo   | o    | xxx  |      | 5,97     | 0PB0    |
| 3         | Thiago Braz          | Brasilien      | o    | xo   | xo   | o    | xxx  |      |      |      | 5,87     |         |
| 4         | Emmanouil Karalis    | Grekland       | o    | o    | o    | xxx  |      |      |      |      | 5,80     | =0PB0   |
| 4         | KC Lightfoot         | USA            | o    | o    | o    | xxx  |      |      |      |      | 5,80     |         |
| 6         | Piotr Lisek          | Polen          | o    | x–   | o    | xxx  |      |      |      |      | 5,80     |         |
| 7         | Harry Coppell        | Storbritannien | o    | xo   | xo   | xxx  |      |      |      |      | 5,80     |         |
| 8         | Renaud Lavillenie    | Frankrike      | —    | o    | —    | x–   | xx   |      |      |      | 5,70     |         |
| 9         | Oleg Zernikel        | Tyskland       | xo   | o    | xxx  |      |      |      |      |      | 5,70     |         |
| 10        | Ersu Sasma           | Turkiet        | o    | xo   | xxx  |      |      |      |      |      | 5,70     |         |
| 11        | Bo Kanda Lita Baehre | Tyskland       | o    | xxo  | xxx  |      |      |      |      |      | 5.70     |         |
| 11        | Ernest John Obiena   | Filippinerna   | o    | xxo  | xxx  |      |      |      |      |      | 5,70     |         |
| 13        | Menno Vloon          | Nederländerna  | o    | xxx  |      |      |      |      |      |      | 5,55     |         |
| —         | Kurtis Marschall     | Australien     | xxx  |      |      |      |      |      |      |      | 0NM0     |         |
| Referens: |                      |                |      |      |      |      |      |      |      |      |          |         |